# The Queen (pel·lícula de 1968)
The Queen és un pel·lícula documental estatunidenca de 1968 dirigida per Frank Simon i narrada per Flawless Sabrina. Representa les experiències de les drag queens organitzant i participant en el concurs de bellesa Miss All-America Camp de 1967 celebrat al Town Hall de la ciutat de Nova York. La pel·lícula es va projectar a la secció de la Setmana Internacional de la Crítica del 21è Festival Internacional de Cinema de Canes; no obstant això, el festival va ser finalment reduït i va acabar a causa dels disturbis civils en curs a França abans que es pogués lliurar cap premi.
Va ser estrenat per primera vegada als Estats Units el juny de 1968 amb crítiques generalment positives, posteriorment es va projectar a França (novembre de 1968), Països Baixos (1969), Dinamarca (1969) i Finlàndia (1969). La pel·lícula va ser reviscada el gener de 2013 al New York Film Forum, seguida d'una restauració 4K projectada durant el Festival Internacional de Cinema de Melbourne de 2019.
El 2020, Kino Lorber va llançar un Blu-ray de la versió restaurada de The Queen, amb material addicional addicional, una entrevista amb Flawless Sabrina i Queens at Heart com a funcions addicionals.

## Argument
Jack, un home gai de 24 anys que viu a Nova York i que treballa com a drag queen anomenat Flawless Sabrina, és la mestra de cerimònies de Miss All-America Camp Beauty Concurs de 1967. El concurs funciona amb un sistema de punts: un màxim de cinc punts cadascun per caminar, xerrada, banyador, bata, maquillatge i perruqueria; i deu punts per la bellesa.
Entre els assajos i les actuacions, els concursants discuteixen temes com ara conscripció, identitat sexual, cirurgia de reassignació de sexe, identitats transgènere i ser una drag queen. Un concursant, Pepper Labeija explica haver rebut un avís de conscripció i que fou rebutjat a causa de la seva aparença femenina, tot i que ha sol·licitat servir i protegir el seu país.
El protegit de Jack, Richard, actua sota el nom de Rachel Harlow i participa al concurs. També competeix Crystal LaBeija (que més tard es convertiria en el fundador de la Casa de LaBeija). Rachel i Crystal se situen entre les cinc primeres, amb cada finalista completant una darrera sortida a la pista entre el públic, que inclou Andy Warhol, George Plimpton i Terry Southern. Crystal ocupa el quart lloc, pel seu disgust, i surt de l'escenari. Rachel és finalment coronada com la guanyadora.
Es mostren alguns concursants protestant per la victòria de Rachel; Crystal afirma que el concurs es va solucionar i que pot demandar a Sabrina. Quan surten de l'edifici, Crystal es troba amb Rachel i Sabrina a les escales on la Sabrina nega les acusacions. La pel·lícula es tanca amb Rachel sense arrossegar, caminant per la Terminal d'Autobusos de l'Autoritat Portuària i fent girar la seva corona a una mà.

## Recepció

### Resposta crítica
El documental es va obrir originalment a crítiques generalment positives el juny de 1968, quan es va estrenar per primera vegada als Estats Units, amb estrenes posteriors a Europa el 1968 i el 1969.
El gener de 2013, The Queen va ser reviscada al Film Forum de Nova York, i després restaurada el 2019 per Kino Lorber per a les projeccions a l'IFC Center i al Festival Internacional de Cinema de Melbourne.
En una crítica de The New York Times de 1968, Renata Adler va qualificar la pel·lícula de "documental extraordinari" que "ens mostra una altra Amèrica." Andrew Sarris de Village Voice va declarar "Els concursants de drag queen són eminentment simpàtics d'una manera curiosament perifèrica".
En una peça retrospectiva escrita després de la restauració de la pel·lícula, Jerry Portwood de Rolling Stone va descriure la pel·lícula com "extraordinària perquè capta molt, duplicant-se com una càpsula del temps de la innocència i la sofisticació de la moda d'una generació. Podeu saber per què va funcionar com a plantilla per a moltes futures persones no conformes al gènere que buscaven algun tipus de guia prèvia a Internet a través del confús laberint de sexualitat i gènere."

### Influència en la cultura popular
L'escena final de la pel·lícula amb Crystal LaBeija ha fet que The Queen es converteixi en un "favorit de culte"; rl discurs de Crystal es va mostrar a la cançó "Ambience 001" a l’àlbum de Frank Ocean Endless, i la drag queen Aja (que més tard s'uniria a la Casa de LaBeija) es va fer passar per LaBeija a tercera temporada de RuPaul's Drag Race: All Stars .
The Queen s'ha comparat sovint amb Paris Is Burning, un documental centrat en l'escena de la pilota d'arrossegament de la ciutat de Nova York dels anys vuitanta, que inclou al seu repartiment. membres de la Casa de LaBeija.